# Ганцев, Дмитрий Фёдорович
Дмитрий Фёдорович Ганцев (1918—1968) — советский военнослужащий. В Рабоче-крестьянской Красной Армии служил с 1938 по 1945 год. Участник Великой Отечественной войны. Полный кавалер ордена Славы. Воинское звание — гвардии старший сержант.

## Биография

### До призыва на военную службу
Дмитрий Фёдорович Ганцев родился 20 июля 1918 года в селе Тарасовка Богодуховского уезда Харьковской губернии Украинской державы (ныне село Великописаревского района Сумской области Украины) в крестьянской семье. Русский. Окончил начальную школу. Трудовую деятельность начал в местном колхозе имени Максима Горького. В 1932 году в результате проводимой в СССР политики сплошной коллективизации в стране начался массовый голод, от которого сильно пострадала и Тарасовка. В поисках пропитания подросток зимой 1933 года вынужден был покинуть родное село и перебраться Красноградский район, где до призыва на военную службу работал трактористом в совхозе имени С. М. Кирова.

### На фронтах Великой Отечественной войны
В ряды Рабоче-крестьянской Красной Армии Д. Ф. Ганцев был призван Красноградским районным военкоматом Харьковской области в 1938 году. Начало Великой Отечественной войны застало его в Молдавии недалеко от границы[чем?]. В боях с немецко-фашистскими захватчиками и их румынскими союзниками Дмитрий Фёдорович с июня 1941 года. В ходе летне-осенней кампании 1941 года участвовал в приграничном сражении, боях на Днепре и в Донбассе, обороне Ростова-на-Дону. Согласно первичным документам на осень 1943 года находился на территории, оккупированной врагом. Вновь в Красную Армию был призван в сентябре 1943 года после освобождения Красноградского района войсками Степного фронта. Красноармейца Д. Ф. Ганцева зачислили стрелком в 178-й гвардейский стрелковый полк 58-й гвардейской стрелковой дивизии, в составе которого участвовал в боях за плацдарм на правом берегу Днепра в районе села Пушкарёвка, освобождал город Верхнеднепровск. В январе 1944 года дивизия в составе 37-й армии была передана 3-му Украинскому фронту и принимала участие в Никопольско-Криворожской операции. После ликвидации последнего немецкого плацдарма на левом берегу Днепра, гвардейцы полковника В. В. Русакова включись в Березнеговато-Снигирёвскую операцию, в ходе которой особенно отличился гвардии красноармеец Д. Ф. Ганцев.

### Орден Славы III степени
8-9 марта 1944 года 178-й гвардейский стрелковый полк под командованием майора А. Г. Куликова прорвал укреплённую линию обороны противника у села Мышеловка Петровского района Кировоградской области. Во время продвижения полка от Ингульца до Ингула в период с 10 по 14 февраля гвардии красноармеец Д. Ф. Ганцев находился в составе разведгруппы, действовавшей в тылу врага. При захвате контрольных пленных Дмитрий Фёдорович мастерски снял боевое охранение немцев, ликвидировав четырёх вражеских солдат, чем дал возможность разведчикам захватить в плен ещё трёх солдат и одного фельдфебеля с ценными документами.
Развивая наступление в тяжелейших условиях распутицы и бездорожья, 58-я гвардейская стрелковая дивизия 21 марта вышла на подступы к посёлку Александровка Вознесенского района Одесской (ныне Николаевской) области. Штурмом овладев опорным пунктом немцев на левом берегу Южного Буга, гвардейцы в ночь на 23 марта начали форсирование водной преграды. В составе первой штурмовой группы из двенадцати человек на правый берег реки переправился гвардии красноармеец Д. Ф. Ганцев. Быстро окопавшись на небольшом участке берега, десантники огнём из автоматов прикрыли высадку других штурмовых групп. Стремясь ликвидировать плацдарм, немецкое командование с рассветом бросило в бой крупные силы пехоты. В течение суток небольшой отряд советских бойцов отразил более 10 контратак врага и нанёс ему большой урон в живой силе. Лично гвардеец Ганцев уничтожил 16 солдат неприятеля. С наступлением темноты на удержанный десантниками плацдарм начали переправу основные силы дивизии. За доблесть и мужество, проявленные в боях на правом берегу Южного Буга приказом от 6 апреля 1944 года Дмитрий Фёдорович был награждён орденом Славы 3-й степени (№ 44235).
В ожесточённых боях в период с 24 по 26 марта 1944 года гвардейцы полковника В. В. Русакова измотали силы противника. Перейдя в наступление в рамках Одесской операции, 58-я гвардейская стрелковая дивизия прорвала немецкую оборону и к 12 апреля вышла на рубеж реки Днестр. В боях за плацдарм на правом берегу реки вновь отличился гвардеец Ганцев.

### Орден Славы II степени
12 апреля 1944 года части 57-й стрелкового корпуса генерал-майора Ф. А. Осташенко вышли к Днестру в районе крепости города Бендеры. В 9 часов вечера штурмовой батальон 175-го гвардейского стрелкового полка под яростным огнём противника форсировал Днестр у села Варница и захватил небольшой плацдарм на юго-западной окраине населённого пункта. Следующей ночью на правый берег реки начали переправу основные силы дивизии. Противник, пытаясь отбросить советские войска обратно за Днестр, яростно контратаковал. Днём 15 апреля в стрелковых ротах полка сложилась непростая ситуация с патронами, а немцы продолжали наседать. Обнаружив, что его подсумок практически пуст, гвардеец Д. Ф. Ганцев заприметил в цепях контратакующего неприятеля пулемётный расчёт. Вооружившись «лимонками», Дмитрий Фёдорович выдвинулся навстречу врагу и, подпустив группу немецких солдат на 10 метров, забросал её гранатами и завладел пулемётом. Трофейное оружие с большим боекомплектом пришлось весьма кстати. Шквальным огнём из пулемёта гвардии красноармеец Ганцев способствовал отражению вражеского натиска. Всего в течение дня Дмитрий Фёдорович принимал участие в отражении пяти немецких контратак, в ходе которых уничтожил 19 немецких солдат. За отличие в боях на Варницком плацдарме приказом от 17 мая 1944 года он был награждён орденом Славы 2-й степени (№ 945). Примерно в то же время за особые заслуги ему было присвоено сержантское звание.

### Орден Славы I степени
31 мая 1944 года 58-я гвардейская стрелковая дивизия была выведена с Варницкого плацдарма, и совершив многокилометровый марш, 5 августа форсировала Вислу и вступила в бой с контратакующим противником на Сандомирском плацдарме. 178-й гвардейский стрелковый полк под командованием гвардии майора Н. А. Анисьина в период с 8 по 20 августа отразил до 13 контратак немецкой пехоты и танков их состава 4-й танковой и 17-й армий вермахта, уничтожив при этом 6 танков, 7 пушек, 7 пулемётов, 10 автомашин и более 500 вражеских солдат и офицеров. Активное участие в боях принимал и гвардии сержант Д. Ф. Ганцев.
Сандомирский плацдарм сыграл решающее значение в успехе наступления войск 1-го Украинского фронта в рамках Висло-Одерской операции. В середине дня 12 января 1945 года дивизия гвардии генерал-майора В. В. Русакова, находившаяся во втором эшелоне 34-го гвардейского стрелкового корпуса 5-й гвардейской армии, была введена в бой и сходу прорвала сильно укреплённый промежуточный оборонительный рубеж немцев. Форсировав реку Ниду в районе населённого пункта Хроберж (Chroberz), гвардейцы 14 января вышли к первой тыловой оборонительной линии противника, где завязали бой с частями 304-й пехотной дивизии вермахта. Отделение гвардии сержанта Д. Ф. Ганцева, вырвавшись далеко вперёд, первым вышло к небольшому польскому селу Садек (Sadek, гмина Пиньчув, Пиньчувский повят, Польша). На окраине населённого пункта продвижение советских бойцов было остановлено шквальным огнём станкового пулемёта, который противник вёл из каменного здания, превращённого в опорный пункт. Передвигаясь короткими перебежками, Ганцев сумел подобраться к зданию и метнуть в окно одну за другой две гранаты. Уничтожив огневую точку, Дмитрий Фёдорович со своими бойцами занял в захваченном здании оборону и в течение часа вёл ожесточённый бой с многократно превосходящим по численности противником, истребив при этом 11 вражеских солдат. Благодаря мужеству и стойкости отделения Ганцева подошедшая следом стрелковая рота беспрепятственно ворвалась в село. Объединив усилия, гвардейцы стали продвигаться вглубь Садека, очищая от немцев дом за домом. На одной из центральных улиц противник попытался остановить их продвижение с помощью танка, но Дмитрий Фёдорович двумя противотанковыми гранатами уничтожил его. К исходу дня рота гвардейцев окончательно выбила немцев из Садека и окопалась на окраине села. Противник, рассчитывая вернуть утраченные позиции, вскоре перешёл в контратаку, но был встречен мощным пулемётным и автоматным огнём и прижат к земле. Воспользовавшись заминкой врага, гвардии сержант Д. Ф. Ганцев со своими бойцами через заросли кустарника сумел пробраться в тыл к немцам и стремительной атакой вызвал панику в их рядах и обратил в бегство. Вскоре подошли основные силы полка, которые погнали немцев дальше на запад. Всего за три дня боёв 58-я гвардейская стрелковая дивизия прошла с боями 70 километров, форсировала Пилицу и Варту, освободила около 120 населённых пунктов, в том числе город Гуттентаг.
25 января 1945 года за образцовое выполнение боевых заданий командования и проявленные при этом доблесть и мужество командир полка представил гвардии сержанта Д. Ф. Ганцева к ордену Славы 1-й степени. Высокая награда за номером 967 была присвоена Дмитрию Фёдоровичу указом Президиума Верховного Совета СССР от 10 апреля 1945 года.

### Бои на Одере и в Силезии
23 января 1945 года передовые части 58-й гвардейской стрелковой дивизии вышли к Одеру в районе населённого пункта Гросс Дёберн в пяти километрах северо-западнее города Оппельна. Одним из первых в составе штурмовой роты на левый берег реки переправился гвардии сержант Д. Ф. Ганцев. Гвардейцы быстро окопались на небольшом плацдарме и приготовились к отражению натиска врага. Немцы не заставили себя долго ждать. Уже вскоре они крупными силами пехоты при поддержке двух тяжёлых танков «Тигр» пошли в атаку. Чтобы уничтожить бронетехнику, бойцы двух стрелковых отделений, в том числе и отделение Ганцева, по приказу командира роты вооружились противотанковыми гранатами и выдвинулись навстречу врагу. Когда «Тигры» подошли совсем близко, Дмитрий Фёдорович выскочил из окопа и бросился навстречу первой машине. Метнув две гранаты под гусеницы танка, он заставил его остановиться. Второй «Тигр» подбили бойцы соседнего отделения. С потерей танков немецкие контратаки утратили силу. Советские десантники удержали плацдарм, но что самое главное, они отвлекли на себя всё внимание противника. Пока гвардейская рота вела ожесточённый бой с врагом, всего в трёхстах метрах южнее беспрепятственно переправились основные силы 178-го гвардейского стрелкового полка. Утром 24 января стремительным ударом полк смял оборону противника и значительно расширил плацдарм в глубину, перерезав шоссе на Шургаст, по которому немцы перебрасывали подкрепления в район Оппельна.
Прочное закрепление частями 5-й гвардейской армии плацдармов на Одере южнее и севернее Оппельна создало хорошие предпосылки для проведения наступательных операций в Силезии. Гвардии сержант Д. Ф. Ганцев вновь отличился в ходе Верхнесилезской операции. 58-й гвардейской стрелковой дивизии предстояло прорвать сильно укреплённую и глубокоэшелонированную оборону противника на рубеже Гирсдорф—Олбендорф к западу от города Гротткау и развить наступление общим направлением на Штрелен. 15 марта 1945 года гвардейцы майора Н. А. Анисьина сумели вклиниться в оборонительные порядки немцев в районе населённого пункта Цюльцгоф. Противник оказывал ожесточённое сопротивление. Каждую деревню на пути наступления советских войск неприятель стремился превратить в неприступную крепость. 17 марта батальон, в составе которого воевал Дмитрий Фёдорович, вышел к небольшой немецкой деревушке Гучен. Противник встретил советских бойцов шквальным пулемётным огнём из расположенных на окраине населённого пункта домов, но отделение гвардии сержанта Д. Ф. Ганцева всё же смогло прорваться к Гучену и первым ворвалось в деревню. Гвардейцы штурмом взяли три дома, истребив при этом десять вражеских солдат и ещё пятерых взяв в плен. Быстро организовав оборону, Ганцев со своими бойцами огнём из автоматов и трофейных ручных пулемётов отбил контратаки врага, чем дал возможность батальону быстро продвинуться вперёд.
18 марта стрелковый батальон 178-го гвардейского стрелкового полка завязал бой за населённый пункт Обер, превращённый немцами в мощный опорный пункт. В одном из каменных домов они обустроили ДОТ, который не давал советским бойцам войти в село. Гвардии сержант Ганцев под ураганным огнём ползком подобрался к огневой точке и забросал её гранатами, уничтожив при этом 8 вражеских солдат, после чего в одиночку ворвался в дом, и умело действуя штыком, в яростной рукопашной схватке истребил трёх военнослужащих вермахта.
Продолжая преодолевать отчаянное сопротивление врага, гвардейцы майора Н. А. Анисьина 19 марта штурмом овладели селом Обер-Эшкиттель и 20 числа продвинулись к последней оборонительной линии немцев в районе села Шёнбрунн. После трёхдневных кровопролитных боёв они сломили сопротивление неприятеля и 24 марта вышли на ближние подступы к городу Штрелену в районе населённого пункта Айзенберг, тем самым выполнив поставленную боевую задачу. 26 марта части 5-й гвардейской армии полностью очистили Штрелен от войск противника.

### На завершающем этапе войны
16 апреля 1945 года войска 1-го Украинского фронта начали решающее наступление на Берлин. В рамках Берлинской операции 5-й гвардейской армии предстояло разгромить противостоявшие ей силы противника южнее Берлина и выйти к реке Эльбе. В ходе наступления гвардии сержант Д. Ф. Ганцев участвовал в прорыве сильно укреплённой оборонительной линии немцев на реке Нейсе в районе города Мускау, форсировал Шпрее южнее Шпремберга. В период с 16 по 20 апреля 1945 года 178-й гвардейский стрелковый полк, в составе которого воевал Дмитрий Фёдорович, нанёс значительный урон врагу, уничтожив и захватив в качестве трофеев 5 танков, 4 миномётные батареи, 16 артиллерийских орудий различного калибра, 150 автомашин, 12 паровозов, 170 вагонов с грузами, истребил и захватил в плен 400 солдат и офицеров вермахта. 23 апреля полк достиг Эльбы в районе Торгау, где встретился с частями 69-й пехотной дивизии США.
После взятия советскими войсками Берлина 58-я гвардейская стрелковая дивизия была переориентирована на пражское направление. В рамках Пражской наступательной операции Д. Ф. Ганцев принимал участие в штурме Дрездена. Боевой путь он завершил 9 мая 1945 года в столице Чехословакии городе Праге.

### После войны
В октябре 1945 года Д. Ф. Ганцев в звании гвардии старшего сержанта был демобилизован. Жил в городе Краснограде Харьковской области. Участвовал в послевоенном восстановлении города. В 1956 году Дмитрий Фёдорович окончил Красноградский техникум механизации сельского хозяйства. Работал управляющим участка Красноградской опытной станции Всесоюзного научно-исследовательского института кукурузы. Под его руководством участок добился хороших показателей в деле селекции чечевицы и кукурузы и несколько раз демонстрировал образцы своей научной работы на Выставке достижений народного хозяйства. За успехи в растениеводстве Д. Ф. Ганцев был удостоен золотой и серебряной медалей ВДНХ.
14 января 1968 года на пятидесятом году жизни Дмитрий Фёдорович скончался. Похоронен в Краснограде на территории мемориального комплекса «Братская могила советских воинов и жертв фашизма» по улице Ленина.

## Награды
- Орден Красной Звезды (04.04.1945)[7];
- орден Славы 1-й степени (10.04.1945)[16];
- орден Славы 2-й степени (17.05.1944)[9];
- орден Славы 3-й степени (06.04.1944)[10];
- медали, в том числе:
  - медаль «За отвагу» (07.03.1944)[12];
  - медаль «За победу над Германией в Великой Отечественной войне 1941-1945 гг.»;
  - медаль «За освобождение Праги»;
  - золотая медаль ВДНХ[3];
  - серебряная медаль ВДНХ[3][19].

## Документы
- Общедоступный электронный банк документов «Подвиг Народа в Великой Отечественной войне 1941—1945 гг.» Дата обращения: 8 июня 2014. Архивировано из оригинала 11 мая 2017 года. Номера в базе данных:

Орден Красной Звезды (архивный реквизит 40897230).
Представление к ордену Славы 1-й степени (архивный реквизит 46728630).
Указ Президиума Верховного Совета СССР от 10 апреля 1945 года (архивный реквизит 46805836).
Список награждённых указом Президиума Верховного Совета СССР от 10 апреля 1945 года (архивный реквизит 46758240).
Орден Славы 2-й степени (архивный реквизит 30466662).
Орден Славы 3-й степени (архивный реквизит 32136995).
Медаль «За отвагу» (архивный реквизит 30853963).